# Boeing 314 Clipper
Boeing 314 Clipper — американський дальній пасажирський летючий човен. Розроблено та випускався компанією Boeing Airplane Company з 1938 р. по 1941 р. Експлуатувався на трансатлантичних лініях, основний експлуатант — Pan American. Три літаки експлуатувалися авіакомпанією BOAC. Всього випущено дванадцять літаків.

## Розробка
Boeing 314 створювався за замовленням компанії Pan American на розробку далекого трансатлантичного гідролітака, який доповнив би вже наявний в експлуатації компанії флот літаків Martin M-130.
В ході розробки прототипу компанія Boeing використовувала великий обсяг напрацювань з експериментального бомбардувальника Boeing XB-15 (який так і не пішов у серійне виробництво). Зокрема, використовувалося його крило. Були встановлені потужні двигуни Wright Twin Cyclone потужністю 1,600 к. с. Випробовувалися різні конфігурації хвостового оперення. Завершений прототип був прийнятий компанією Pan American, і 21 липня 1936 р. було підписано замовлення на випуск шести літаків. Крім того, Pan American замовила додатково ще шість машин з двигунами збільшеної потужності та пасажиромісткістю (в денному варіанті компонування салону) до 77 осіб. Перший політ літака цієї серії, Boeing 314A, був виконаний 20 березня 1941 року.

## Конструкція
Boeing 314 — суцільнометалевий чотиримоторний моноплан з високим розташуванням крила. Корпус — летючий човен, оснащений широкими спонсонами. Оперення трикілеве.
Для експлуатації на трансатлантичних лініях літак мав запас палива 16100 літрів (у варіанті 314A ємність баків збільшена ще на 4540 л.). Запас масла — 1135 літрів.
Пасажирський салон мав одне загальне компонування. Всі пасажири на борту обслуговувалися за найвищим класом. Оскільки трансатлантичні польоти могли тривати досить довго (між посадками літаків міг перебувати в повітрі понад 12 годин), велику увагу було приділено комфорту пасажирів. Так, пасажирські крісла могли розкладатися і використовуватися як спальні полиці (всього 36). На борту була кімната відпочинку і ресторан, що обслуговується стюардами. У меню входило 5-6 страв, їжа сервірувалась на фарфоровому посуді зі срібними столовими приборами. Були окремі чоловічі та жіночі вбиральні, інші зручності. Настільки високий рівень комфорту на борту привів до досить великих, для того часу, цін на квитки: наприклад, 675 доларів за політ в обидва кінці на маршрут Нью-Йорк — Саутгемптон (що в перерахунку у порівнянні з вартістю польоту на «Concorde» у 2006 р.). Квиток в одну сторону на маршрут Сан-Франциско — Гонконг коштував 760 доларів. Через дорожнечу квитки були доступні тільки заможним людям.

## Експлуатація

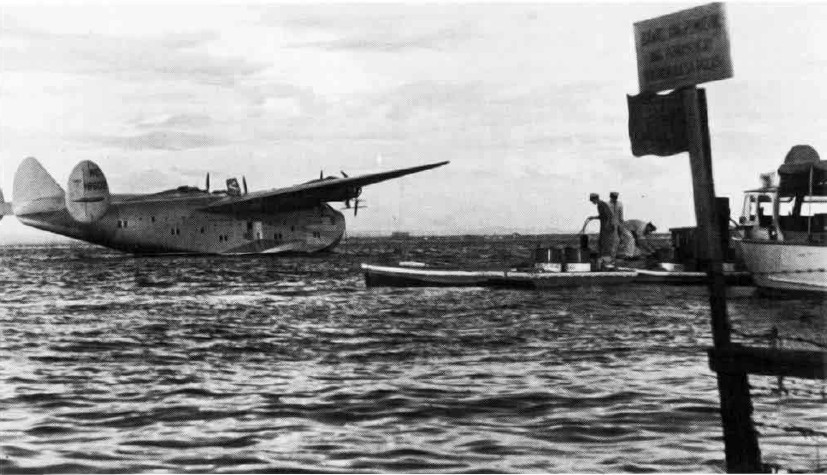
California Clipper в Cavite, Філіппіни, 1940.

Перший Boeing 314, названий Honolulu Clipper, почав регулярні перельоти за маршрутом Сан-Франциско — Гонконг в січні 1939 р. Загальна тривалість перельоту по даній трасі в одну сторону (з проміжними посадками) становила понад шість діб. Регулярні пасажирські перевезення на цій лінії тривали близько трьох років і скінчилися зі вступом США в Другу Світову Війну в грудні 1941 р.
Борт з назвою Yankee Clipper здійснював рейси Нью-Йорк — Саутгемптон з 24 червня 1939 р.
З початком війни летючі човни Boeing 314 стали експлуатуватися як військово-транспортні літаки. Зокрема, на них перекидалися війська і вантажі для допомоги британським військам біля Каїра (через Ліберію). Здійснювалися польоти і для перевезення вантажів в СРСР (через Тегеран). Екіпажі літаків складали призвані на військову службу пілоти і штурмани Pan Am, які мали великий досвід експлуатації літака і навігації над океаном.
Boeing-314 став першим літаком, який був використаний для перевезення чинного Президента США. Це сталося 14 січня 1943 року. Президент США Франклін Рузвельт вилетів з Маямі в Марокко для зустрічі з Прем'єр-міністром Великої Британії Вінстоном Черчиллем.
Після війни кілька машин повернулися на регулярні авіалінії Pan American. Однак прихід в авіацію нових далеких авіалайнерів — таких як Lockheed Constellation і Douglas DC-4, які мають велику дальність і швидкість, менші вимоги до умов експлуатації та підготовці льотного і штурманського складу, а також — післявоєнне будівництво мережі аеропортів зробили Boeing 314 морально застарілою машиною. Літаки були виведені з регулярної експлуатації в 1946 р., а до 1951 р. розібрали на метал.

## Льотно-технічні характеристики (314A Clipper)
- Екіпаж: 11, 2 стюарди
- Пасажиромісткість: денне компонування салону − 74, нічна − 36
- Корисне навантаження (пошта та вантаж) — 4 500 кг
- Довжина: 32,33 м
- Розмах крил: 46,36 м
- Висота: 6,22 м
- Вага (порожній): 21 900 кг
- Вага (завантажений): 38 000 кг
- Силова установка: 4×ПД Wright R-2600-3, зіркоподібний, потужністю 1 600 л. с. кожен
- Максимальна швидкість: 340 км/год
- Крейсерська швидкість: 302 км/год на висоті 3 400 м
- Дальність: 5 896 км
- Практична стеля: 5 980 м